# فرودگاه بین‌المللی عدن
فرودگاه بین‌المللی عدن (به انگلیسی: Aden International Airport) یک فرودگاه نظامی و همگانی با کد یاتا ADE است که یک باند فرود آسفالت دارد و طول باند آن ۳۱۰۰ متر است. این فرودگاه در شهر عدن کشور یمن قرار دارد و در ارتفاع ۲ متری از سطح دریا واقع شده‌است.

## شرکت‌های هواپیمایی و مقصدهای پروازی
| شرکت‌های هواپیمایی | مقصدهای پروازی                                                     |
| ----------------- | ------------------------------------------------------------------ |
| یمنیه             | ملکه علیا، قاهره، ملک عبدالعزیز، خرطوم، چاتراپاتی شیواجی، ملک خالد |